# What Have You Done for Me Lately
„What Have You Done for Me Lately” este un cântec al interpretei americane Janet Jackson. Piesa a fost compusă de Jimmy Jam și Terry Lewis și Jackson, fiind inclusă pe cel de-al treilea material discografic de studio al artistei, Control. „What Have You Done for Me Lately” a ocupat locul 9 în Elveția și locul 4 în Statele Unite ale Americii, devenind un hit la nivel mondial.

## Clasamente
| Clasament                       | Poziția maximă | Referință |
| ------------------------------- | -------------- | --------- |
| Australian Singles Chart        | 6              | [ 4 ]     |
| Belgian Singles Chart (Flandra) | 7              | [ 5 ]     |
| Canadian Hot 100                | 2              | [ 6 ]     |
| Dutch Singles Chart             | 1              | [ 7 ]     |
| France Singles Chart            | 56             | [ 8 ]     |
| German Singles Chart            | 8              | [ 9 ]     |
| New Zealand Singles Chart       | 27             | [ 2 ]     |
| Swiss Singles Chart             | 9              | [ 2 ]     |
| UK Singles Chart                | 3              | [ 10 ]    |
| U.S. Billboard Hot 100          | 4              | [ 3 ]     |